# Премия «Оскар» за лучший оригинальный сценарий
Премия «Оскар» за лучший оригинальный сценарий (англ. Academy Award for Best Original Screenplay) — престижная награда Американской академии кинематографических искусств и наук, которая ежегодно присуждается за сценарий, не основанный на опубликованном ранее материале.
Ниже перечислены фильмы, удостоенные этой награды с момента учреждения номинации, а также картины-номинанты.

## 1941—1950
1941
- Победитель — «Великий МакГинти» — Престон Стёрджес
- Номинанты:
  - «Ангелы над Бродвеем» — Бен Хект
  - «Великий диктатор» — Чарли Чаплин
  - «Иностранный корреспондент» — Чарльз Беннетт, Джоан Харрисон
  - «Магическая пуля доктора Эльриха» — Норман Бернстайн, Хайнц Хералд, Джон Хьюстон

1942
- Победитель — «Гражданин Кейн» — Херман Манкевич, Орсон Уэллс
- Номинанты:
  - «Высокий, чёрный, красивый» — Карл Танберг, Даррелл Уэр
  - «Дьявол и мисс Джонс» — Норман Красна
  - «Сержант Йорк» — Гарри Чандли, Эйбем Финкел, Джон Хьюстон, Говард Кох
  - «Том, Дик и Гарри» — Пол Джеррико

1943
- Победитель — «Женщина года» — Майкл Канин, Ринг Ларднер мл.
- Номинанты:
  - «Атолл Уэйк» — У. Р. Бёрнетт, Фрэнк Батлер
  - «Война против миссис Хедли» — Джордж Оппенхаймер
  - «Дорога в Марокко» — Фрэнк Батлер, Дон Хартман
  - «Один из наших самолётов не вернулся» — Майкл Пауэлл, Эмерик Прессбургер

1944
- Победитель — «Принцесса О’Рурк» — Норман Красна
- Номинанты:
  - «В котором мы служим» — Ноэл Кауард
  - «Военно-воздушные силы» — Дадли Николс
  - «Северная звезда» — Лиллиан Хеллман
  - «Сквозь гордость, тоску и утраты» — Аллан Скотт

1945
- Победитель — «Вильсон» — Ламар Тротти
- Номинанты:
  - «Две девушки и моряк» — Ричард Коннелл, Глэдис Леман
  - «На одном крыле и молитве» — Джером Кэди
  - «Слава герою-победителю» — Престон Стёрджес
  - «Чудо в Морганс-Крик» — Престон Стерджес

1946
- Победитель — «Мария-Луиза» — Ричард Швайзер
- Номинанты:
  - «Диллинджер» — Филип Йордан
  - «Музыка для миллионов» — Майлз Коннолли
  - «Солти О’Рурк» — Милтон Холмс
  - «Что дальше, капрал Харгроув?» — Гарри Курниц

1947
- Победитель — «Седьмая вуаль» — Мюриэл Бокс, Сидни Бокс
- Номинанты:
  - «Дети райка» — Жак Превер
  - «Дорога в Утопию» — Норман Пэнэма, Мелвин Фрэнк
  - «Дурная слава» — Бен Хект
  - «Синий георгин» — Рэймонд Чандлер

1948
- Победитель — «Холостяк и девчонка» — Сидни Шелдон
- Номинанты:
  - «Двойная жизнь» — Рут Гордон, Гарсон Канин
  - «Месье Верду» — Чарли Чаплин
  - «Тело и душа» — Абрахам Полонски
  - «Шуша» — Серджо Амидеи, Адольфо Франки, Чезаре Гвидо Виола, Чезаре Дзаваттини

1949
Премия не присуждалась из-за объединения номинаций «Оригинальный сценарий» и «Сценарий». В этой объединённой номинации премии удостоилась экранизация романа Б. Травена «Сокровища Сьерра-Мадре».
1950
- Победитель — «Поле битвы» — Роберт Пирош
- Номинанты:
  - «Джолсон снова поёт» — Сидни Бакмен
  - «Молчаливый» — Элен Левитт, Дженис Лоб, Сидни Майерс
  - «Пайза» — Альфред Хейс, Федерико Феллини, Серджо Амидеи, Марчелло Пальеро, Роберто Росселлини
  - «Пропуск в Пимлико» — Т. И. Б. Кларк

## 1951—1960
1951
- Победитель — «Бульвар Сансет» — Чарльз Брэкетт, Д.М. Маршмен-мл., Билли Уайлдер
- Номинанты:
  - «В клетке» — Вирджиния Келлогг, Бернард К. Шонфелд
  - «Выхода нет» — Джозеф Л. Манкевич, Лессер Сэмюэлс
  - «Мужчины» — Карл Форман
  - «Ребро Адама» — Рут Гордон, Гарсон Канин

1952
- Победитель — «Американец в Париже» — Алан Джей Лёрнер
- Номинанты:
  - «Давид и Бадшиба» — Филип Данн
  - «Колодец» — Расселл Раус, Кларенс Грин
  - «Поставить всё на карту!» — Роберт Пирош
  - «Туз в рукаве» — Билли Уайлдер, Лессер Сэмюэлс, Уолтер Ньюман

1953
- Победитель — «Банда с Лавендер Хилл» — Т. И. Б. Кларк
- Номинанты:
  - «Атомный город» — Сидни Боэм
  - «Вива Сапата!» — Джон Стейнбек
  - «Звуковой барьер» — Теренс Реттиген
  - «Пэт и Майк» — Рут Гордон, Гарсон Канин

1954
- Победитель — «Титаник» — Чарльз Брэкетт, Ричард Л. Брин, Уолтер Райш
- Номинанты:
  - «Крысы пустыни» — Ричард Мёрфи
  - «Обнажённая шпора» — Сэм Рольф, Харольд Джек Блум
  - «Театральный фургон» — Бетти Комден, Адольф Грин, Алан Джей Лёрнер
  - «Take the High Ground!» — Миллард Кауфман

1955
- Победитель — «В порту» — Бадд Шульберг
- Номинанты:
  - «Босоногая графиня» — Джозеф Л. Манкевич
  - «Женевьева» — Уильям Роуз
  - «История Гленна Миллера» — Валентин Дэвис, Оскар Бродни
  - «Стучи по дереву» — Норман Пэнэма, Мелвин Фрэнк

1956
- Победитель — «Прерванная мелодия» — Соня Левин, Уильям Людвиг
- Номинанты:
  - «Всегда хорошая погода» — Бетти Комден, Адольф Грин
  - «Каникулы господина Юло» — Жак Тати, Анри Марке
  - «Семеро маленьких Фоев» — Мелвилл Шавельзон, Джек Роуз
  - «Трибунал Билли Митчелла» — Милтон Сперлинг, Эммет Лэйвери

1957
- Победитель — «Красный шар» — Альбер Ламорис
- Номинанты:
  - «Дерзкий и смелый» — Роберт Левин
  - «Дорога» — Федерико Феллини, Туллио Пинелли
  - «Джулия» — Эндрю Л. Стоун
  - «Убийцы леди» — Уильям Роуз

1958
- Победитель — «Создавая женщину» — Джордж Уэллс
- Номинанты:
  - «Жестяная звезда» — Барни Слэйтер, Джоэл Кейн, Дадли Николс
  - «Забавная мордашка» — Леонард Герш
  - «Маменькины сынки» — Федерико Феллини, Туллио Пинелли, Эннио Флайано
  - «Человек с тысячей лиц» — Бен Робертс, Иван Гофф, Р. Райт Кэмпбелл, Ральф Уилрайт

1959
- Победитель — «Не склонившие головы» — Недрик Янг, Харольд Джейкоб Смит
- Номинанты:
  - «Богиня» — Пэдди Чаефски
  - «Любимец учителя» — Фэй Канин, Майкл Канин
  - «Пастух» — Уильям Бауэрс, Джеймс Эдвард Грант, Уильям Робертс
  - «Плавучий дом» — Мелвилл Шавельзон, Джек Роуз

1960
- Победитель — «Интимный разговор» — Расселл Раус, Морис Ричлин, Стэнли Шапиро, Кларенс Грин
- Номинанты:
  - «Земляничная поляна» — Ингмар Бергман
  - «К северу через северо-запад» — Эрнест Леман
  - «Операция „Нижняя юбка“» — Пол Кинг, Джозеф Стоун, Морис Ричлин, Стэнли Шапиро
  - «Четыреста ударов» — Франсуа Трюффо, Марсель Мусси

## 1961—1970
1961
- Победитель — «Квартира» — И. А. Л. Даймонд, Билли Уайлдер
- Номинанты:
  - «Только не в воскресенье» — Жюль Дассен
  - «Правда жизни» — Норман Пэнэма, Мелвин Фрэнк
  - «Сердитая тишина» — Брайан Форбс, Ричард Григсон, Майкл Крейг
  - «Хиросима, любовь моя» — Маргерит Дюрас

1962
- Победитель — «Великолепие в траве» — Уильям Индж
- Номинанты:
  - «Баллада о солдате» — Валентин Ежов, Григорий Чухрай
  - «Вернись, моя любовь» — Стэнли Шапиро, Пол Хеннинг
  - «Генерал Делла Ровере» — Серджо Амидеи
  - «Сладкая жизнь» — Эннио Флайано, Пьер Паоло Пазолини, Туллио Пинелли, Брунелло Ронди, Федерико Феллини

1963
- Победитель — «Развод по-итальянски» — Пьетро Джерми, Эннио де Кончини, Альфредо Джаннетти
- Номинанты:
  - «В прошлом году в Мариенбаде» — Ален Роб-Грийе
  - «Сквозь тусклое стекло» — Ингмар Бергман
  - «Фрейд: Тайная страсть» — Чарльз Кауфман, Вольфганг Рейнхардт
  - «Этот мех норки» — Стэнли Шапиро, Нейт Монастер

1964
- Победитель — «Как был завоёван Запад» — Джеймс Уэбб
- Номинанты:
  - «Америка, Америка» — Элиа Казан
  - «Восемь с половиной» — Эннио Флайано, Федерико Феллини, Брунелло Ронди, Туллио Пинелли
  - «Любовь с подходящим незнакомцем» — Арнольд Шульман
  - «Четыре дня Неаполя» — Карло Бернари, Массимо Франчеза, Паскуале Феста-Кампаниле, Нанни Лой

1965
- Победитель — «Папа Гусь» — С. Х. Барнетт, Питер Стоун, Фрэнк Тарлофф
- Номинанты:
  - «Вечер трудного дня» — Алун Оуэн
  - «Раз — картошка, два — картошка» — Орвилл Х. Хэмптон, Рафаэль Хэйес
  - «Товарищи» — Марио Моничелли, Адженоре Инкроччи, Фурио Скарпелли
  - «Человек из Рио» — Филипп де Брока

1966
- Победитель — «Дорогая» — Фредерик Рафаэль
- Номинанты:
  - «Воздушные приключения» — Джек Дэвис, Кен Эннакин
  - «Казанова 70» — Марио Моничелли, Тонино Гуэрра, Адженоре Инкроччи, Фурио Скарпелли, Сузо Чекки Д’Амико, Джорджо Сальвиони
  - «Поезд» — Франклин Коэн, Фрэнк Дэвис
  - «Шербурские зонтики» — Жак Деми

1967
- Победитель — «Мужчина и женщина» — Клод Лелуш, Пьер Уттерховен
- Номинанты:
  - «Азарт удачи» — И. А. Л. Даймонд, Билли Уайлдер
  - «Голая добыча» — Клинт Джонстон, Дон Питерс
  - «Фотоувеличение» — Микеланджело Антониони, Эдвард Бонд, Тонино Гуэрра
  - «Хартум» — Роберт Ардри

1968
- Победитель — «Угадай, кто придёт к обеду?» — Уильям Роуз
- Номинанты:
  - «Бонни и Клайд» — Дэвид Ньюман, Роберт Бентон
  - «Война окончена» — Хорхе Семпрун
  - «Двое на дороге» — Фредерик Рафаэль
  - «Развод по-американски» — Роберт Кауфман, Норман Лир

1969
- Победитель — «Продюсеры» — Мел Брукс
- Номинанты:
  - «Битва за Алжир» — Джилло Понтекорво, Франко Солинас
  - «Горячие миллионы» — Питер Устинов, Айра Уоллах
  - «Космическая одиссея 2001 года» — Стэнли Кубрик, Артур Кларк
  - «Лица» — Джон Кассаветис

В 1970 году категория получила название «Сценарий, основанный на неопубликованном ранее материале».
1970
- Победитель — «Бутч Кэссиди и Санденс Кид» — Уильям Голдман
- Номинанты:
  - «Беспечный ездок» — Питер Фонда, Дэннис Хоппер, Терри Саузерн
  - «Боб и Кэрол, Тед и Элис» — Пол Мазурски, Ларри Таккер
  - «Гибель богов» — Лукино Висконти, Никола Бадалукко, Энрико Медиоли
  - «Дикая банда» — Уолон Грин, Рой Сикнер, Сэм Пекинпа

## 1971—1980
1971
- Победитель — «Паттон» — Фрэнсис Форд Коппола, Эдмунд Норт
- Номинанты:
  - «Джо» — Норман Уэкслер
  - «История любви» — Эрик Сигал
  - «Ночь у Мод» — Эрик Ромер
  - «Пять лёгких пьес» — Кэрол Истман, Боб Рэйфелсон

1972
- Победитель — «Больница» — Пэдди Чаефски
- Номинанты:
  - «Воскресенье, проклятое воскресенье» — Пенелопа Джиллиэтт
  - «Клют» — Энди Льюис, Дэйв Льюис
  - «Лето 42-го» — Герман Раукер
  - «Следствие по делу гражданина вне всяких подозрений» — Уго Пирро, Элио Петри

1973
- Победитель — «Кандидат» — Джереми Ларнер
- Номинанты:
  - «Леди поёт блюз» — Крис Кларк, Сюзанн де Пасс, Уиллиам Дафти, Билли Холидей, Теренс Макклой
  - «Молодой Уинстон» — Карл Форман
  - «Порок сердца» — Луи Маль
  - «Скромное обаяние буржуазии» — Луис Бунюэль, Жан-Клод Каррьер

1974
- Победитель — «Афера» — Дэвид Уорд
- Номинанты:
  - «Американские граффити» — Джордж Лукас, Глория Кац, Уиллард Хайк
  - «Спасите тигра» — Стив Шэган
  - «С шиком» — Мелвин Фрэнк, Джек Роуз
  - «Шёпоты и крики» — Ингмар Бергман

1975
- Победитель — «Китайский квартал» — Роберт Таун
- Номинанты:
  - «Алиса здесь больше не живёт» — Роберт Гетчелл
  - «Американская ночь» — Жан-Луи Ришар, Франсуа Трюффо, Сюзанна Шиффман
  - «Гарри и Тонто» — Пол Мазурски, Джош Гринфилд
  - «Разговор» — Фрэнсис Форд Коппола

1976
- Победитель — «Собачий полдень» — Фрэнк Пирсон
- Номинанты:
  - «Амаркорд» — Федерико Феллини, Тонино Гуэрра
  - «Вся жизнь» — Клод Лелуш, Пьер Уттерховен
  - «Мой отец говорил мне неправду» — Тед Аллан
  - «Шампунь» — Уоррен Битти, Роберт Таун

В 1977 году категория была названа «Сценарий, созданный непосредственно для экранизации, основанный на документальных фактах, или на неопубликованном ранее материале».
1977
- Победитель — «Телесеть» — Пэдди Чаефски
- Номинанты:
  - «Кузен, кузина» — Жан Шарль Такелла, Даниэль Томпсон
  - «Паскуалино „Семь красоток“» — Лина Вертмюллер
  - «Подставное лицо» — Уолтер Бернстайн
  - «Рокки» — Сильвестр Сталлоне

1978
- Победитель — «Энни Холл» — Вуди Аллен, Маршалл Брикман
- Номинанты:
  - «До свидания, дорогая» — Нил Саймон
  - «Звёздные войны. Эпизод IV. Новая надежда» — Джордж Лукас
  - «Поворотный пункт» — Артур Лорентс
  - «Позднее шоу» — Роберт Бентон

В 1979 году категория была переименована. Теперь её название звучало как «Сценарий, созданный непосредственно для экранизации».
1979
- Победитель — «Возвращение домой» — Роберт С. Джоунс, Уолдо Солт, Нэнси Дауд
- Номинанты:
  - «Интерьеры» — Вуди Аллен
  - «Незамужняя женщина» — Пол Мазурски
  - «Осенняя соната» — Ингмар Бергман
  - «Охотник на оленей» — Майкл Чимино, Дерик Уошбёрн, Луис Гарфинкл, Куинн Редекер

1980
- Победитель — «Уходя в отрыв» — Стив Тесич
- Номинанты:
  - «Весь этот джаз» — Боб Фосс, Роберт Алан Артур
  - «Китайский синдром» — Джеймс Бриджес, Т. С. Кук, Майк Грей
  - «Манхэттен» — Вуди Аллен, Маршалл Брикман
  - «Правосудие для всех» — Барри Левинсон, Валери Кёртин

## 1981—1990
1981
- Победитель — «Мелвин и Говард» — Бо Голдман
- Номинанты:
  - «Брубэйкер» — У. Д. Рихтер, Артур А. Росс
  - «Мой американский дядюшка» — Жан Грюо, Анри Лабори
  - «Рядовой Бенджамин» — Нэнси Мейерс, Чарльз Шайер, Харви Миллер
  - «Слава» — Кристофер Гор

1982
- Победитель — «Огненные колесницы» — Колин Уэлланд
- Номинанты:
  - «Артур» — Стив Гордон
  - «Атлантик-Сити» — Джон Гуар
  - «Без злого умысла» — Курт Людтке
  - «Красные» — Уоррен Битти, Тревор Гриффитс

1983
- Победитель — «Ганди» — Джон Брайли
- Номинанты:
  - «Забегаловка» — Барри Левинсон
  - «Инопланетянин» — Мелисса Мэтисон
  - «Офицер и джентльмен» — Дуглас Дэй Стюарт
  - «Тутси» — Барри Левинсон, Ларри Гелбарт, Мюррей Шизгаль, Элейн Мэй

1984
- Победитель — «Нежное милосердие» — Хортон Фут
- Номинанты:
  - «Большое разочарование» — Лоуренс Кэздан, Барбара Бенедек
  - «Военные игры» — Лоуренс Ласкер, Уолтер Паркс
  - «Силквуд» — Нора Эфрон, Элис Арлен
  - «Фанни и Александр» — Ингмар Бергман

1985
- Победитель — «Места в сердце» — Роберт Бентон
- Номинанты:
  - «Бродвей Дэнни Роуз» — Вуди Аллен
  - «Всплеск» — Брайан Грейзер, Брюс Джей Фридман, Лауэлл Ганц, Бэбалу Мэндел
  - «Полицейский из Беверли-Хиллз» — Дэниэл Петри-младший
  - «Север» — Грегори Нава, Анна Томас

1986
- Победитель — «Свидетель» — Уильям Келли, Памелла Уоллас, Ирл Уоллас
- Номинанты:
  - «Бразилия» — Терри Гиллиам, Том Стоппард
  - «Назад в будущее» — Боб Гейл, Роберт Земекис
  - «Официальная версия» — Аида Бортник, Луис Пуэнсо
  - «Пурпурная роза Каира» — Вуди Аллен

1987
- Победитель — «Ханна и её сёстры» — Вуди Аллен
- Номинанты:
  - «Взвод» — Оливер Стоун
  - «Данди по прозвищу «Крокодил»» — Джон Корнелл, Пол Хоган, Кен Шейди
  - «Моя прекрасная прачечная» — Ханиф Курейши
  - «Сальвадор» — Оливер Стоун, Ричард Бойл

1988
- Победитель — «Власть луны» — Джон Патрик Шэнли
- Номинанты:
  - «Дни радио» — Вуди Аллен
  - «До свидания, дети» — Луи Маль
  - «Надежда и слава» — Джон Бурмен
  - «Телевизионные новости» — Джеймс Брукс

1989
- Победитель — «Человек дождя» — Бэрри Морроу, Рональд Басс
- Номинанты:
  - «Бег на месте» — Наоми Фонер
  - «Большой» — Гэри Росс, Энн Спилберг
  - «Дархэмский бык» — Рон Шелтон
  - «Рыбка по имени Ванда» — Джон Клиз, Чарльз Крайтон

1990
- Победитель — «Общество мёртвых поэтов» — Том Шульман
- Номинанты:
  - «Делай, как надо!» — Спайк Ли
  - «Когда Гарри встретил Салли» — Нора Эфрон
  - «Преступления и проступки» — Вуди Аллен
  - «Секс, ложь и видео» — Стивен Содерберг

## 1991—2000
1991
- Победитель — «Привидение» — Брюс Джоэл Рубин
- Номинанты:
  - «Авалон» — Барри Левинсон
  - «Вид на жительство» — Питер Уир
  - «Золотая молодёжь» — Уит Стиллман
  - «Элис» — Вуди Аллен

1992
- Победитель — «Тельма и Луиза» — Кэлли Хоури
- Номинанты:
  - «Багси» — Джеймс Тобак
  - «Большой каньон» — Лоуренс Кэздан, Мег Кэздан
  - «Король-рыбак» — Ричард Лагравенезе
  - «Ребята по соседству» — Джон Синглтон

1993
- Победитель — «Жестокая игра» — Нил Джордан
- Номинанты:
  - «Масло Лоренцо» — Джордж Миллер, Ник Энрайт
  - «Мужья и жёны» — Вуди Аллен
  - «Непрощённый» — Дэвид Пиплз
  - «Рыба страсти» — Джон Сэйлз

1994
- Победитель — «Пианино» — Джейн Кэмпион
- Номинанты:
  - «Дэйв» — Гэри Росс
  - «На линии огня» — Джефф Магуайр
  - «Неспящие в Сиэтле» — Джефф Арч, Нора Эфрон, Дэвид Уорд
  - «Филадельфия» — Рон Нисуонер

1995
- Победитель — «Криминальное чтиво» — Квентин Тарантино, Роджер Эвери
- Номинанты:
  - «Небесные создания» — Питер Джексон, Фрэн Уолш
  - «Пули над Бродвеем» — Вуди Аллен, Дуглас Макграт
  - «Три цвета: Красный» — Кшиштоф Кесьлёвский, Кшиштоф Песевич
  - «Четыре свадьбы и одни похороны» — Ричард Кёртис

1996
- Победитель — «Обычные подозреваемые» — Кристофер Маккуорри
- Номинанты:
  - «Великая Афродита» — Вуди Аллен
  - «История игрушек» — Джон Лассетер, Пит Доктер, Эндрю Стэнтон, Джо Рэнфт, Джосс Уидон, Джоэль Коэн, Алек Соколов
  - «Никсон» — Оливер Стоун, Кристофер Уилкинсон, Стивен Дж. Ривел
  - «Храброе сердце» — Рэндалл Уоллес

1997
- Победитель — «Фарго» — Братья Коэн
- Номинанты:
  - «Блеск» — Джен Сарди, Скотт Хикс
  - «Джерри Магуайер» — Кэмерон Кроу
  - «Звезда шерифа» — Джон Сэйлз
  - «Тайны и ложь» — Майк Ли

1998
- Победитель — «Умница Уилл Хантинг» — Мэтт Деймон, Бен Аффлек
- Номинанты:
  - «Лучше не бывает» — Марк Эндрюс, Джеймс Брукс
  - «Мужской стриптиз» — Саймон Бофой
  - «Ночи в стиле буги» — Пол Томас Андерсон
  - «Разбирая Гарри» — Вуди Аллен

1999
- Победитель — «Влюблённый Шекспир» — Марк Норман, Том Стоппард
- Номинанты:
  - «Булворт» — Уоррен Битти, Джереми Пиксер
  - «Жизнь прекрасна» — Роберто Бениньи, Винченцо Черами
  - «Спасти рядового Райана» — Роберт Родэт
  - «Шоу Трумана» — Эндрю Никкол

2000
- Победитель — «Красота по-американски» — Алан Болл
- Номинанты:
  - «Быть Джоном Малковичем» — Чарли Кауфман
  - «Кутерьма» — Майк Ли
  - «Магнолия» — Пол Томас Андерсон
  - «Шестое чувство» — М. Найт Шьямалан

## 2001—2010
2001
- Победитель — «Почти знаменит» — Кэмерон Кроу
- Номинанты:
  - «Билли Эллиот» — Ли Холл
  - «Гладиатор» — Дэвид Францони, Джон Логан, Уильям Николсон
  - «Можешь рассчитывать на меня» — Кеннет Лонерган
  - «Эрин Брокович» — Сюзанна Грант

2002
- Победитель — «Госфорд-парк» — Джулиан Феллоуз
- Номинанты:
  - «Амели» — Жан-Пьер Жёне, Гийом Лоран
  - «Бал монстров» — Майло Аддика, Уилл Рокос
  - «Помни» — Джонатан Нолан, Кристофер Нолан
  - «Семейка Тененбаум» — Уэс Андерсон, Оуэн Уилсон

2003
- Победитель — «Поговори с ней» — Педро Альмодовар
- Номинанты:
  - «Банды Нью-Йорка» — Джей Кокс, Стивен Заиллян, Кеннет Лонерган
  - «Вдали от рая» — Тодд Хейнс
  - «И твою маму тоже» — Альфонсо Куарон, Карлос Куарон
  - «Моя большая греческая свадьба» — Ниа Вардалос

2004
- Победитель — «Трудности перевода» — София Коппола
- Номинанты:
  - «В Америке» — Джим Шеридан, Наоми Шеридан, Кирстен Шеридан
  - «В поисках Немо» — Эндрю Стэнтон, Боб Питерсон, Дэвид Рейнолдс
  - «Грязные прелести» — Стивен Найт
  - «Нашествие варваров» — Дени Аркан

2005
- Победитель — «Вечное сияние чистого разума» — Чарли Кауфман, Мишель Гондри, Пьер Бисмут
- Номинанты:
  - «Авиатор» — Джон Логан
  - «Вера Дрейк» — Майк Ли
  - «Отель Руанда» — Кир Пирсон, Терри Джордж
  - «Суперсемейка» — Брэд Бёрд

2006
- Победитель — «Столкновение» — Пол Хаггис, Бобби Мореско
- Номинанты:
  - «Доброй ночи и удачи» — Джордж Клуни, Грант Хеслов
  - «Кальмар и кит» — Ной Баумбах
  - «Матч-пойнт» — Вуди Аллен
  - «Сириана» — Стивен Гаан

2007
- Победитель — «Маленькая мисс Счастье» — Майкл Арндт
- Номинанты:
  - «Вавилон» — Гильермо Арриага
  - «Королева» — Питер Морган
  - «Лабиринт Фавна» — Гильермо дель Торо
  - «Письма с Иводзимы» — Айрис Ямасита, Пол Хаггис

2008
- Победитель — «Джуно» — Диабло Коди
- Номинанты:
  - «Дикари» — Тамара Дженкинс
  - «Ларс и настоящая девушка» — Нэнси Оливер
  - «Майкл Клейтон» — Тони Гилрой
  - «Рататуй» — Брэд Бёрд

2009
- Победитель — «Харви Милк» — Дастин Лэнс Блэк
- Номинанты:
  - «Беззаботная» — Майк Ли
  - «ВАЛЛ-И» — Эндрю Стэнтон, Пит Доктер
  - «Залечь на дно в Брюгге» — Мартин Макдонах
  - «Замёрзшая река» — Кортни Хант

2010
- Победитель — «Повелитель бури» — Марк Боал
- Номинанты:
  - «Бесславные ублюдки» — Квентин Тарантино
  - «Вверх» — Боб Питерсон, Том Маккарти, Пит Доктер
  - «Посланник» — Алессандро Камон, Орен Моверман
  - «Серьёзный человек» — Джоэл Коэн, Итан Коэн

## 2011—2020
2011
- Победитель — «Король говорит!» — Дэвид Сайдлер
- Номинанты:
  - «Боец» — Скотт Силвер, Пол Тамаси, Эрик Джонсон
  - «Детки в порядке» — Лиза Холоденко, Стюарт Блумберг
  - «Ещё один год» — Майк Ли
  - «Начало» — Кристофер Нолан

2012
- Победитель — «Полночь в Париже» — Вуди Аллен
- Номинанты:
  - «Артист» — Мишель Хазанавичус
  - «Девичник в Вегасе» — Энни Мумоло, Кристен Уиг
  - «Предел риска» — Джей Си Чендор
  - «Развод Надера и Симин» — Асгар Фархади

2013
- Победитель — «Джанго освобождённый» — Квентин Тарантино
- Номинанты:
  - «Королевство полной луны» — Уэс Андерсон, Роман Коппола
  - «Любовь» — Михаэль Ханеке
  - «Цель номер один» — Марк Боал
  - «Экипаж» — Джон Гэйтинс

2014
- Победитель — «Она» — Спайк Джонз
- Номинанты:
  - «Афера по-американски» — Эрик Уоррен Сингер, Дэвид О. Расселл
  - «Далласский клуб покупателей» — Крэйг Бортен, Мелисса Уоллэк
  - «Жасмин» — Вуди Аллен
  - «Небраска» — Боб Нельсон

2015
- Победитель — «Бёрдмэн» — Алехандро Г. Иньярриту, Николас Джакобоне, Александр Динеларис-мл., Армандо Бо
- Номинанты:
  - «Отель „Гранд Будапешт“» — Уэс Андерсон, Хьюго Гиннесс
  - «Отрочество» — Ричард Линклейтер
  - «Охотник на лис» — Э. Макс Фрай, Дэн Футтерман
  - «Стрингер» — Дэн Гилрой

2016
- Победитель — «В центре внимания» — Том Маккарти, Джош Сингер
- Номинанты:
  - «Головоломка» — Джош Кули, Ронни дель Кармен, Пит Доктер, Мег Лефов
  - «Голос улиц» — Андреа Берлофф, Джонатан Херман, С. Ли Сэвидж, Алан Венкус
  - «Из машины» — Алекс Гарленд
  - «Шпионский мост» — Мэтт Чарман, Итан Коэн, Джоэл Коэн

2017
- Победитель — «Манчестер у моря» — Кеннет Лонерган
- Номинанты:
  - «Женщины XX века» — Майк Миллс
  - «Ла-Ла Ленд» — Дэмьен Шазелл
  - «Лобстер» — Йоргос Лантимос, Эфтимис Филиппу
  - «Любой ценой» — Тейлор Шеридан

2018
- Победитель — «Прочь» — Джордан Пил
- Номинанты:
  - «Леди Бёрд» — Грета Гервиг
  - «Любовь — болезнь» — Эмили В. Гордон, Кумэйл Нанджиани
  - «Три билборда на границе Эббинга, Миссури» — Мартин Макдонах
  - «Форма воды» — Гильермо дель Торо, Ванесса Тейлор

2019
- Победитель — «Зелёная книга» — Ник Валлелонга, Брайан Карри, Питер Фаррелли
- Номинанты:
  - «Власть» — Адам Маккей
  - «Дневник пастыря» — Пол Шредер
  - «Рома» — Альфонсо Куарон
  - «Фаворитка» — Дебора Дэвис, Тони Макнамара

2020
- Победитель — «Паразиты» — Пон Чжун Хо, Хан Джин-вон
- Номинанты:
  - «1917» — Сэм Мендес, Кристи Уилсон-Кернс
  - «Брачная история» — Ноа Баумбах
  - «Достать ножи» — Райан Джонсон
  - «Однажды в Голливуде» — Квентин Тарантино

## 2021—2025
2021
- Победитель — «Девушка, подающая надежды» — Эмеральд Феннел
- Номинанты:
  - «Звук металла» — Дариус Мардер, Абрахам Мардер, Дерек Сиенфрэнс
  - «Иуда и чёрный мессия» — Уилл Берсон, Шака Кинг, братья Лукас
  - «Минари» — Ли Айзек Чун
  - «Суд над чикагской семёркой» — Аарон Соркин

2022
- Победитель — «Белфаст» — Кеннет Брана
- Номинанты:
  - «Король Ричард» — Зак Бэйлин
  - «Лакричная пицца» — Пол Томас Андерсон
  - «Не смотрите наверх» — Адам Маккей, Дэвид Сирота
  - «Худший человек на свете» — Йоаким Триер, Эскил Вогт

2023
- Победитель — «Всё везде и сразу» — Дэниел Кван, Дэниел Шайнерт
- Номинанты:
  - «Банши Инишерина» — Мартин Макдонах
  - «Тар» — Тодд Филд
  - «Треугольник печали» — Рубен Эстлунд
  - «Фабельманы» — Стивен Спилберг, Тони Кушнер

2024
- Победитель — «Анатомия падения» — Жюстин Трие, Артур Арари
- Номинанты:
  - «Май декабрь» — Сэми Бёрч
  - «Маэстро» — Брэдли Купер, Джош Сингер
  - «Оставленные» — Дэвид Хемингсон
  - «Прошлые жизни» — Селин Сон

2025
- Победитель — «Анора» — Шон Бейкер
- Номинанты:
  - «Бруталист» — Брэди Корбет, Мона Фастволд
  - «Настоящая боль» — Джесси Айзенберг
  - «Пятое сентября» — Мориц Биндер, Тим Фельбаум, Алекс Дэвид
  - «Субстанция» — Корали Фаржа